# Premi Turia al millor actor
El Premi Turia al millor actor és un guardó atorgat anualment per la Cartelera Turia des de 1992, en la gala dels Premis Turia, al millor actor. En ella s'honren els assoliments del món de la cultura i l'espectacle.

## Guardonats
| Any  | Actriu                | Pel·lícula                                | Director                 |
| ---- | --------------------- | ----------------------------------------- | ------------------------ |
| 2016 | Pedro Casablanc       | B, la película                            | David Ilundáin           |
| 2015 | Ramón Barea           | Negociador                                | Borja Cobeaga            |
| 2014 | Juan Diego            | Anochece en la India                      | Chema Rodríguez          |
| 2013 | -                     | -                                         | -                        |
| 2012 | José Coronado         | No habrá paz para los malvados            | Enrique Urbizu           |
| 2012 | Fernando Tejero       | Cinco metros cuadrados                    | Max Lemcke               |
| 2011 | Antonio de la Torre   | Balada triste de trompeta                 | Álex de la Iglesia       |
| 2010 | Jordi Mollà           | El cònsol de Sodoma                       | Sigfrid Monleón          |
| 2009 | Unax Ugalde           | La buena nueva                            | Helena Taberna           |
| 2008 | Juan José Ballesta    | Ladrones                                  | Jaime Marqués Olarreaga  |
| 2007 | Sergi López i Ayats   | El laberinto del fauno                    | Guillermo del Toro       |
| 2006 | -                     | -                                         | -                        |
| 2005 | Eduard Fernández      | Cosas que hacen que la vida valga la pena | Manuel Gómez Pereira     |
| 2004 | Luis Tosar            | Te doy mis ojos                           | Icíar Bollaín            |
| 2003 | José Coronado         | La caja 507                               | Enrique Urbizu           |
| 2002 | Imanol Arias          | La voz de su amo                          | Emilio Martínez-Lázaro   |
| 2001 | -                     | -                                         | -                        |
| 2000 | Juan Diego            | París-Tombuctú                            | Luis García Berlanga     |
| 1999 | Carmelo Gómez         | Entre las piernas                         | Manuel Gómez Pereira     |
| 1998 | Jordi Mollà           | La buena estrella                         | Ricardo Franco           |
| 1997 | Santiago Ramos        | El techo del mundo                        | Felipe Vega              |
| 1996 | Carlos Fuentes Cuervo | Antártida                                 | Manuel Huerga            |
| 1995 | Gabino Diego          | Los peores años de nuestra vida           | Emilio Martínez Lázaro   |
| 1994 | Juan Echanove         | Madregilda                                | Francisco Regueiro       |
| 1993 | Javier Bardem         | Jamón, jamón                              | Bigas Luna               |
| 1992 | Juan Diego            | El rey pasmado                            | Imanol Uribe             |
| 1992 | Juan Diego            | La noche más larga                        | José Luis García Sánchez |